# Jorden vi ärvde
Jorden vi ärvde ist ein Jazzalbum des Vilhelm Bromander Unfolding Orchestra. Die im Juni 2024 in den Atlantis Studios in Stockholm entstandenen Aufnahmen erschienen am 25. April 2025 auf dem Label Thanatosis.

## Hintergrund
Inspiriert von Charlie Hadens Liberation Music Orchestra hat der Bassist, Komponist und Bandleader Vilhelm Bromander den Ehrgeiz, Musik mit einer politischen Note zu schaffen, notierte Tobias Magnusson. „Blommor och bröd“ (deutsch „Blumen und Brot“) auf dem Debütalbum war eine Anspielung auf die sozialistische Agitatorin Kata Dalström, die argumentierte, der Kampf der Arbeiterbewegung müsse auch das Geistige umfassen. Jorden vi ärvde (deutsch „Die Erde, die wir geerbt haben“) nehme den roten Faden wieder auf. Für Bromander besteht das Ziel darin, „Licht, Schönheit, Hoffnung und Widerstand zu verbreiten und gleichzeitig die große Ernsthaftigkeit zu berücksichtigen, die unsere Zeit vor uns hat: den Aufstieg rechter Kräfte, Aufrüstung, Krieg und Klimakatastrophen.“
Jorden vi ärvde ist das zweite Album Vilhelm Bromanders und seines 13-köpfigen Unfolding Orchestra, das auf „In this forever unfolding moment“ (Thanatosis Produktion, 2023) folgt. Das Debütalbum dieses Orchesters vereinte viele musikalische Interessen Bromanders, darunter seine Hingabe zum klassischen indischen Dhrupad, den politisch aufgeladenen [Folk-Jazz]-Sound der Musik, die Carla Bley für Charlie Hadens Liberation Music Orchestra schuf. Bromander wurde nach der Geburt seines ersten Sohnes zur Komposition inspiriert, und das Album ist diesem und seinem kleinen Bruder gewidmet. Auf ihrem Debütalbum verwendete Bromander Harmonien aus Ornette Colemans „Lonely Woman“. Eine Anspielung auf die Jazzgeschichte ist auch „For Dewey“ – eine Hommage an den Tenorsaxophonisten Dewey Redman, der mit Coleman spielte, aber auch Teil von Keith Jarretts American Quartet war, in dem Paul Motian und Charlie Haden die weiteren Mitglieder waren.
Vilhelm Bromander (Kontrabass) spielte mit Katt Hernandez (Violine), Martin Küchen (Altsaxophon), Elin Forkelid (Tenorsaxophon), Alberto Pinton (Baritonsaxophon, Flöte, Bassklarinette), Christer Bothén (Bassklarinette), Emil Strandberg (Trompete), Mats Äleklint (Posaune), Alex Zethson (Klavier), Mattias Ståhl (Vibraphon, Marimbaphon), Stina Hellberg Agback (Harfe), Dennis Egberth sowie Anton Jonsson (beide Schlagzeug).

## Titelliste
- Vilhelm Bromander Unfolding Orchestra: Jorden vi ärvde (Thanatosis)[2]

1. Jorden vi ärvde, den skall oss också ärvas 10:36
2. Erde 8:30
3. For Dewey 5:50
4. Calliope 10:50

Die Kompositionen stammen von Vilhelm Bromander.

## Rezeption

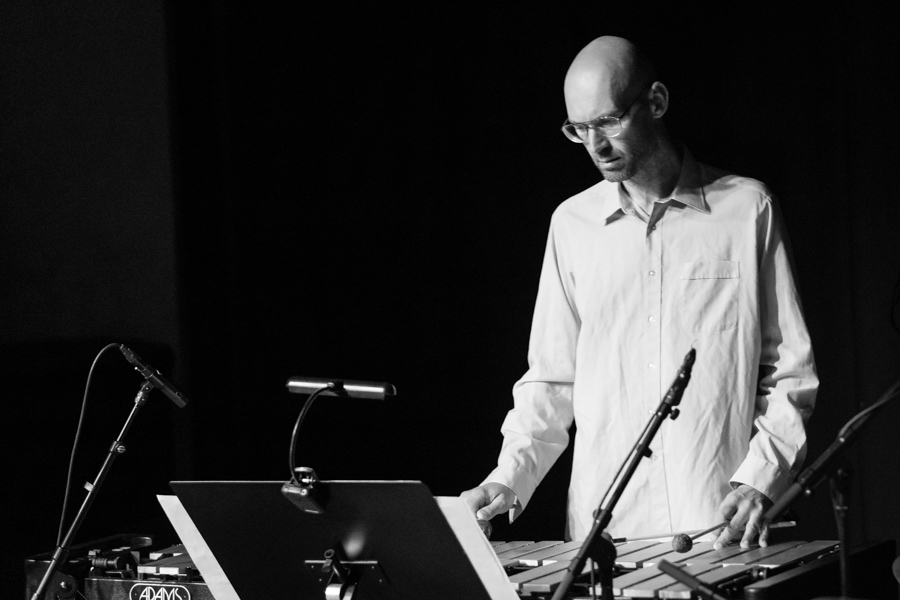
Mattias Ståhl (2019)

Jorden vi ärvde verbinde Bromanders vielfältige musikalische Interessen weiterhin mit dringendem, sozialem Engagement, thematisiere nun den alarmierenden Zustand unseres Planeten und erinnere uns daran, dass die Erde nicht uns gehöre, meint Eyal Hareuveni (Salt Peanuts). Doch trotz der eindringlichen, alarmierenden Botschaft des Albums würde Bromanders Musik ein starkes Gespür für Licht, Schönheit, Hoffnung und Widerstand ausstrahlen und die Hörer auffordern, einer Spiritualität zu vertrauen, die Menschlichkeit in ihrer besten Form einfängt. Die Musik sei deutlich durchkomponierter und stärker im Jazz-Erbe verwurzelt als noch In This Forever Unfolding Moment, unterstreiche aber Bromanders herausragende Qualitäten als nachdenklicher Bandleader und Arrangeur, der sich einer Starbesetzung an Musikern erfreut, darunter Bassklarinettist Christer Bothén, Holzbläser Alberto Pinton, Vibraphonist Mattias Ståhl und Posaunist Mats Äleklint.
Vieles sei seit dem Debütalbum gleich geblieben. Das fantastische Ensemble, das Vilhelm Bromander zur Verfügung steht, sei weitgehend dasselbe, schrieb Tobias Magnusson (Hymn). Die Dhrupad-Sängerin Marianne Svašek, die dem Debüt ihren Stempel aufgedrückt habe, sei zwar nicht dabei, die indischen Töne würden jedoch erhalten bleiben, insbesondere beim abschließenden „Calliope“, wo Stina Hellberg Agbacks Harfe wie ein Swarmandal klinge. Die Eröffnungszeile „Die Erde, die wir geerbt haben, soll auch von uns vererbt werden“ klinge dagegen nordischer. Die Erwartungen an die Fortsetzung eines sensationellen Debüts seien hoch, doch diese würden erfüllt, ohne dass sie besonders revolutionär seien. Mit Jorden vi ärvde festige das Vilhelm Bromander Unfolding Orchestra seine Position als einer der führenden Jazz-Acts des Landes.
Vilhelm Bromanders LP würde das Chaos unserer Zeit und unseren unerschütterlichen Wunsch einfangen, an die Fähigkeit unseres besseren Selbst zu glauben, es zu überwinden, perfekt ein, meint Dave Sumner (Daily Bandcamp). Der Bassist und Komponist vermittle diese Gefühle mit dem Unfolding Orchestra und sei dabei ganz im Geiste von Charlie Hadens Liberation Music Orchestra. In stimmungsvollen Passagen würden Ausbrüche sanfter Dissonanz auftauchen. Mal dröhne das Jazzorchester mit volltönenden Harmonien, mal sei es ein sanftes Summen, als würde es einen Chor aus Flüstern begleiten.